# Masters of Doom
『Masters of Doom：How Two Guys Created an Empire and Transformed Pop Culture』（マスターズ・オブ・ドゥーム：二人の男が帝国を作り、大衆文化を変革した方法）は、2003年にデイビッド・クシュナーが執筆した本。id Softwareとその大衆文化への影響について、コンピュータゲーム企業の共同創設者ジョン・カーマックとジョン・ロメロに焦点を当てている。 
発売時に『Masters of Doom』は批評家から好意的なレビューを受け、コンピュータゲームの本の「ベストオブ」リストに数多く掲載されている。この本は後にパーマー・ラッキーに影響を与え、彼はテクノロジー企業Oculus VRを設立した。2019年に、USAネットワークは、本作に基づいた潜在的なシリーズのパイロットエピソードを許可したことが発表された。 

## 背景
デビッドクシュナーは、ニューヨーク・タイムズ、ローリング・ストーン、ワイヤードなどの報道機関の寄稿者であった。彼の最初の本であったことから、クシュナーは調査に5年を費やした。彼は対象者とのインタビューを実施するためにテキサス州ダラスに移動し、夜遅くまでインタビューを行った。 

## コンテンツ
この本は、「2人のジョン」のそれぞれの子供時代、1989年にSoftdiskで彼らが初めて会ったこと、そして最終的に自分達の会社id Softwareを設立したことについて説明している。同社の最初の成功で人気を博した画期的なゲーム『コマンダー・キーン』と『Wolfenstein 3D』、そして『Doom』で同社が到達した新たな高みへの道について詳細に語られており、同社に前例のない成功、名声、そして悪名を与えた。また、idの次のプロジェクトである『Quake』およびロメロが会社を去った後の余波と彼の新しいゲーム開発スタジオIon Stormの設立（最終的には崩壊）についても触れている。クシュナーはまた、Doomによって作り出された新たなゲーマー文化とその社会への影響について説明している。 
ゲーム自体は詳細に説明されているが、本作でのクシュナーの主な焦点は、彼らの制作を可能にしたダイナミックさと個性に当てている。彼はカーマックとロメロをid Softwareの原動力であると説明しているが、個性は非常に異なっている。ロメロは際限のない創造性とかなりのスキルを持っていると表現されているが、ゲームの壮大な成功によりロックスターのような公的人格を採用できるようになると集中力を失ってしまう。一方、カーマックは内向的な人物として描写され、その比類のないプログラミングスキルはid Softwareの主力であり、同社が非常に高度なゲームを作成できるようにしている。しかし、人と人とが楽しく一緒に働くことができる社交上の常識にほとんど興味がなく、理解もしない。 
本の多くはこのダイナミックに集中している。2人の男は最初はお互いをよく補完しあっていたが、最終的には対立が生じ、ロメロは会社から解雇される。同社の製品が使用する複雑で高速なゲームエンジンの熟練したクリエーターであるカーマックは、社内で唯一の消耗品ではないと繰り返し言及され、これが彼に大きな権威と影響力を与えている。ただし、この影響によりid Softwareはかなり快適でなく楽しくない職場に変わり、技術的に洗練されているにもかかわらず、企業のゲームの反復性を高めてしまう原因となった。ロメロはその反対の立場に位置しており、彼のIon Stormは、「（ゲーム）デザインは法である」（Ion Stormのスローガンは「Design is Law」）と技術はデザイナーのビジョンを実現するために創造されなければならないのであり、その逆ではないという、非常に楽しい職場であることを意図している。しかし、彼のマネジメントと組織的な集中力の欠如は、貧弱で経済的に悲惨な結果につながった。 
クシュナーは小説のような語り口を採用しているが、Masters of Doomはジャーナリズムの作品である。作中のクシュナーのメモによると、同作は6年間にわたって行われた何百ものインタビューに基づいている。クシュナーはコンピュータゲームジャーナリズムの分野への初期の参入者であり、本作では彼自身の独自取材の一部を再利用している。

## 出版物
『Masters of Doom: How Two Guys Created an Empire and Transformed Pop Culture』は、2003年5月にランダムハウスからハードカバーおよび電子ブック形式で最初に出版された。ランダムハウスは、発売前に本の抜粋を公開した。ランダムハウスは後にイギリスの出版社Piatkusと契約を結び 、2003年秋にトレードペーパーバックを発売した。 

## 批評
ニューヨーク・タイムズ紙のセス・ムーキンは、そのペースと詳細について本を説明し、「印象的で巧妙な社会史」と呼んだ。エンターテインメント・ウィークリーのジェフ・イェンセンが「B」の評価を付けた。Maxium PCのトーマスL.マクドナルドは、その散文と主題の表現を称賛した。Edgeは、この本はパトスのないギリシャのドラマのようなものだと説明し、この物語は「ゲーム業界における人間関係の訓話」であると付け加えた 。Hardcore Gaming 101は、この本を「非常に面白い、非常に有益な読み物」であると見なした。ポップマターズのスコット・ジャスターはクシュナーの広範な研究とカーマックとロメロのインタビューを称賛した。発売以来、この本はいくつかの「最高のコンピュータゲーム本」リストに掲載されている。 
salonの寄稿者であるWagner James Auは、本が「優れている」と宣言しながら、デイビッド・クシュナーが『Ultima Underworld』と比較して技術的メリットの点でCatacomb 3-Dに過度の信用を与えたと批判した。バラエティのアン・ドナヒューは、「2人のジョン」の個性研究は興味深いと考えたが、ゲーム業界以外にDoomが与えた影響を広く見ることがほとんどなく、この本には「問題のあるトンネル・ビジョン」があると考えた。Computer Gaming Worldのチャールズ・アルダイは本作を『不器用に書かれているが、それでも魅力的だ』と呼んだ。Publishers Weeklyはクシュナーが2人のジョンのゲームの暴力についてあまりにも多くの余裕を与えたと考えた。同誌はまた、本の一部でナレーションの内容がないと批判した。 

### レガシー
テクノロジー企業Oculus VRの創設者であるパルマー・ラッキーは、Masters of Doomを読んだ後、最初にバーチャルリアリティーに興味を持つようになった。ジョン・カーマックはその後2013年にid Softwareを退社し、Oculusの最高技術責任者として働くことになる。2016年、クシュナーは『Prepare to Meet Thy Doom and More True Gaming Stories』と題したオーディオブックのフォローアップを発売した。この本は、カーマックとロメロに関する「where-they-are-now」（彼らは今どこにいるのか）記事を含むクシュナーの長編ジャーナリズムをまとめたものである。この本の朗読はウィル・ウィトンが担当している。 

## 訴訟
2005年、Ion Stormの元最高経営責任者のマイケル・ウィルソン（Michael Wilson）は同書が彼が企業からの資金でBMWを購入するという疑わしい取引を行ったという虚偽の主張を行ったとして出版社のRandom House Inc.を訴えた。ウィルソンは出版社に5000万ドルの損害賠償と懲罰的損害賠償を求めた。ランダムハウスの広報担当者は、出版社のデビッド・クシュナーへのサポートを発表した声明を出した。 

## 翻案
この本を映画翻案する計画が最初に考案されたのは2005年のことであり、プロデューサーのNaren Shankarがこの物語を基にしてShowtimeのテレビ映画を計画していることが発表された。しかしこの映画は最初の発表を超えて実現したことはない。 
2019年6月には、USAネットワークが本作を原作としてジェームズとデイヴ・フランコのラモナフィルムズのレーベル下でトム・ビッセルが脚本と制作を担当する潜在的なシリーズのパイロットエピソードに許可を出した。このシリーズが継続される場合、アンソロジーシリーズになることが予想されている。シリーズには、ロメロ役にエドゥアルド・フランコ、カーマック役にパトリック・ギブソンが出演するほか、ジョン・カーナ 、 ジェーン・アッカーマン、シオブハン・ウィリアムス 、 ピーター・フリードマンらが出演し、 リース・トーマスが監督を務める予定。